# 旧矢作家住宅
旧矢作家住宅（きゅうやはぎけじゅうたく）は、山形県新庄市大字泉田字往還東にある古民家。
1969年（昭和44年）12月18日に国の重要文化財（建造物）に指定された。

## 概要
旧矢作家住宅は、江戸時代中期（18世紀中期）に建てられたと推定される、最上地方の典型的中層農家の住宅である。
もとは新庄市萩野地区内に建っており、明治時代と大正時代に改造・増築されたが、新庄市が譲り受けてから1975年（昭和50年）に解体の上、現在地へ移築復元された。山形県内でも古い形式を保っている。
住宅の形態は、日本海側地域によく見られる片中門造りで、馬屋部分が前に張り出す構造をとる。間取りは、土間、まや（馬屋）2箇所、「にわ」と呼ばれる作業場が屋内の中心にあり、奥には「ながし」（台所）がある。建物の中心には「えんなか」と呼ばれる居間があり、床板には囲炉裏が切られ、天井はなく、屋根材が張り出されている。「上のでん」、「下のでん」と呼ばれる寝室があり、「えんなか」より床が高く天井が張られている。庭の裏には豪雪地帯の特徴である冬場の融雪用の池が見られる。

## 構造形式
- 桁行（間口）16.4m、梁間7.8m、寄棟造、北面下屋附属、中門　桁行5.3m、
- 梁間5.8m、正面入母屋造、西面便所附属、茅葺[1]

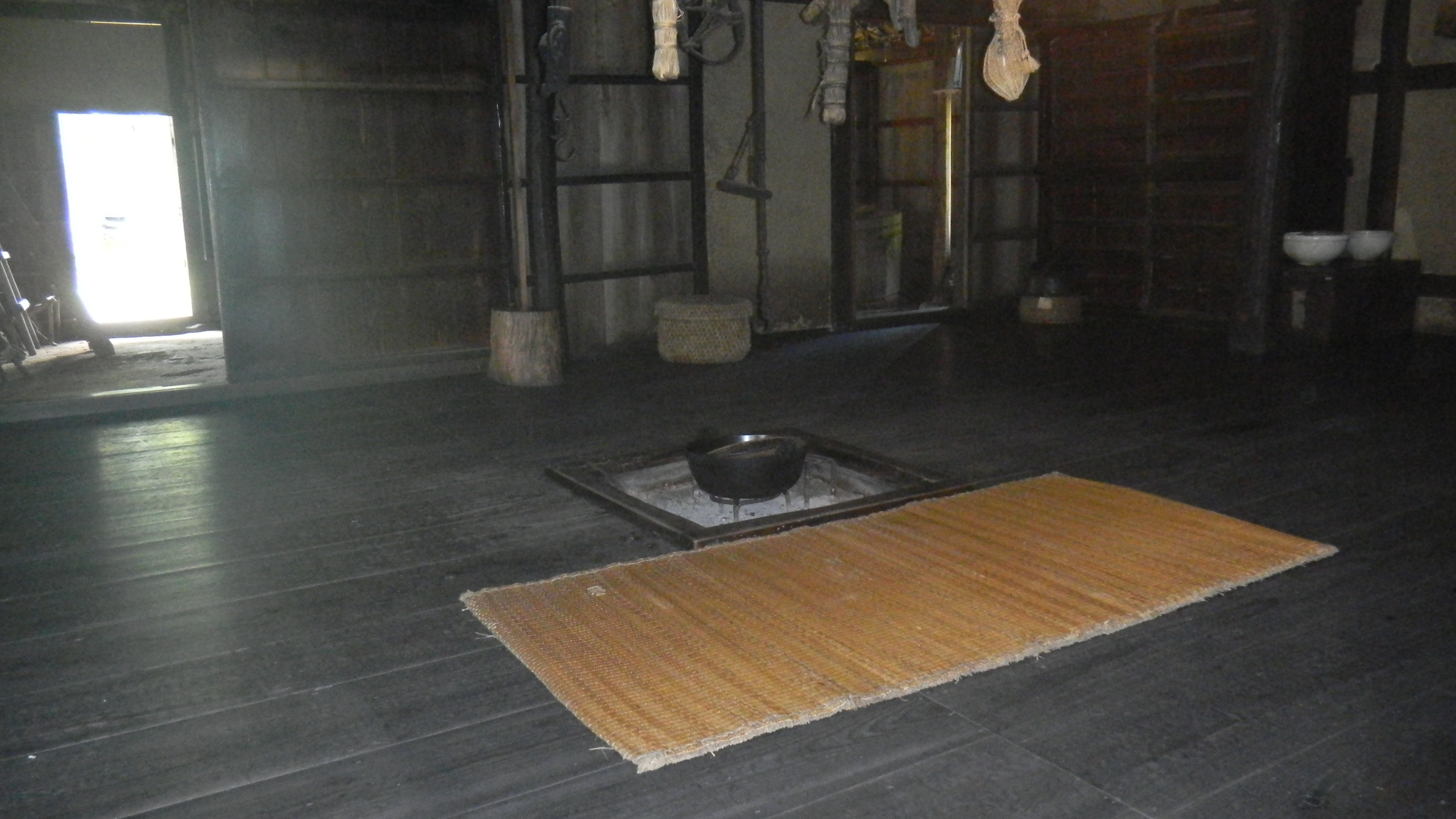
大広間
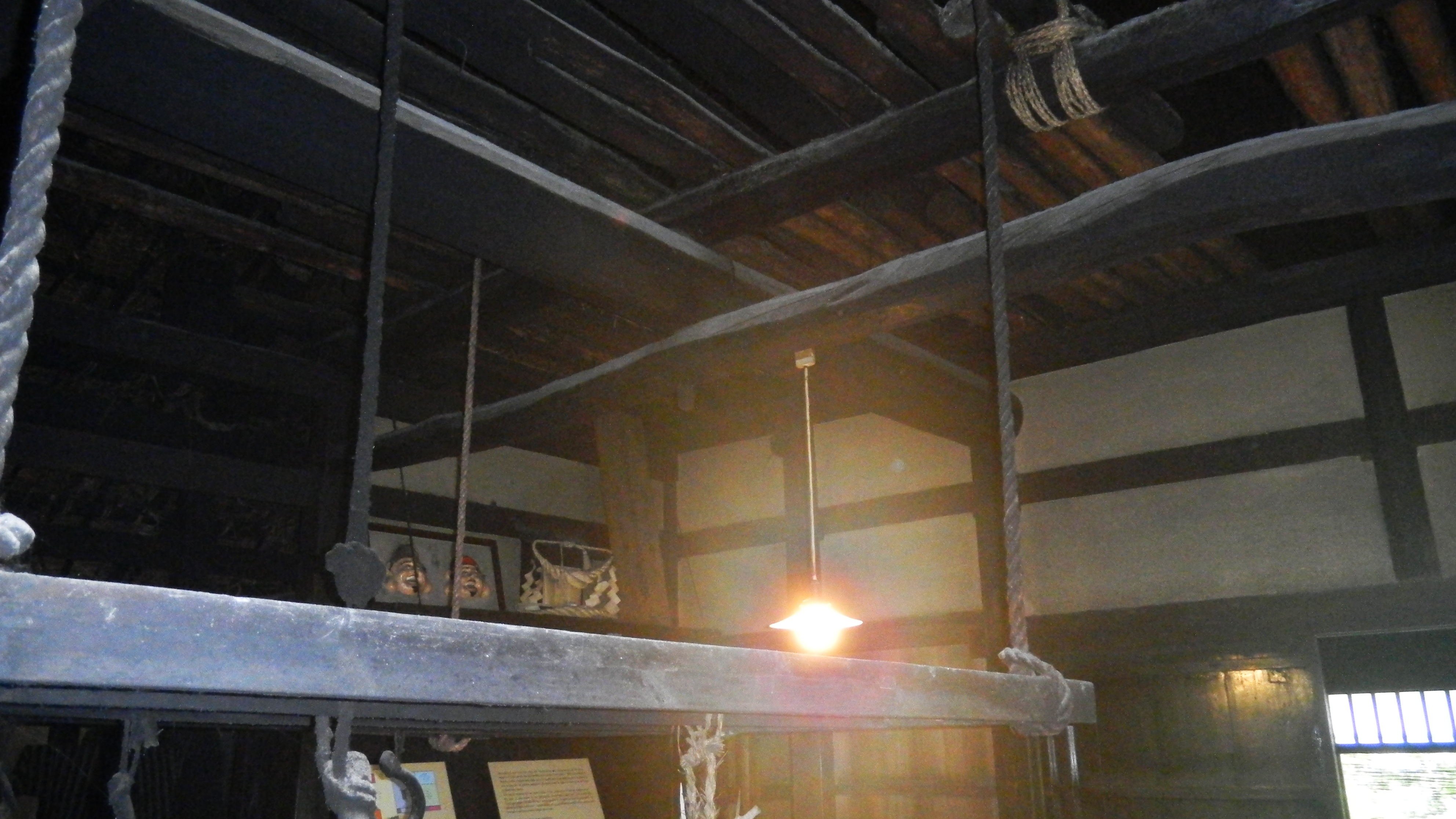
囲炉裏の上部
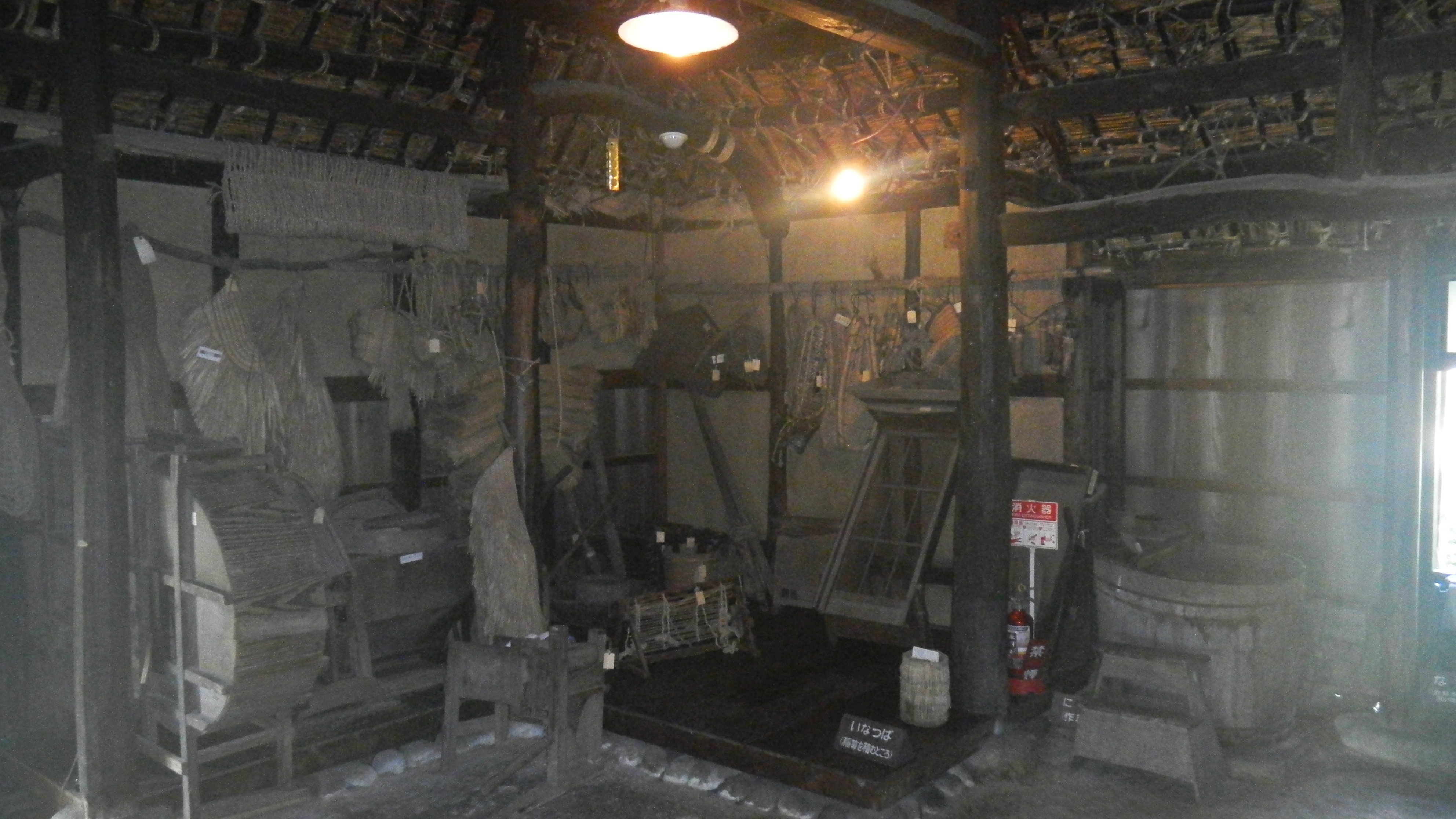
農具を保管している部屋
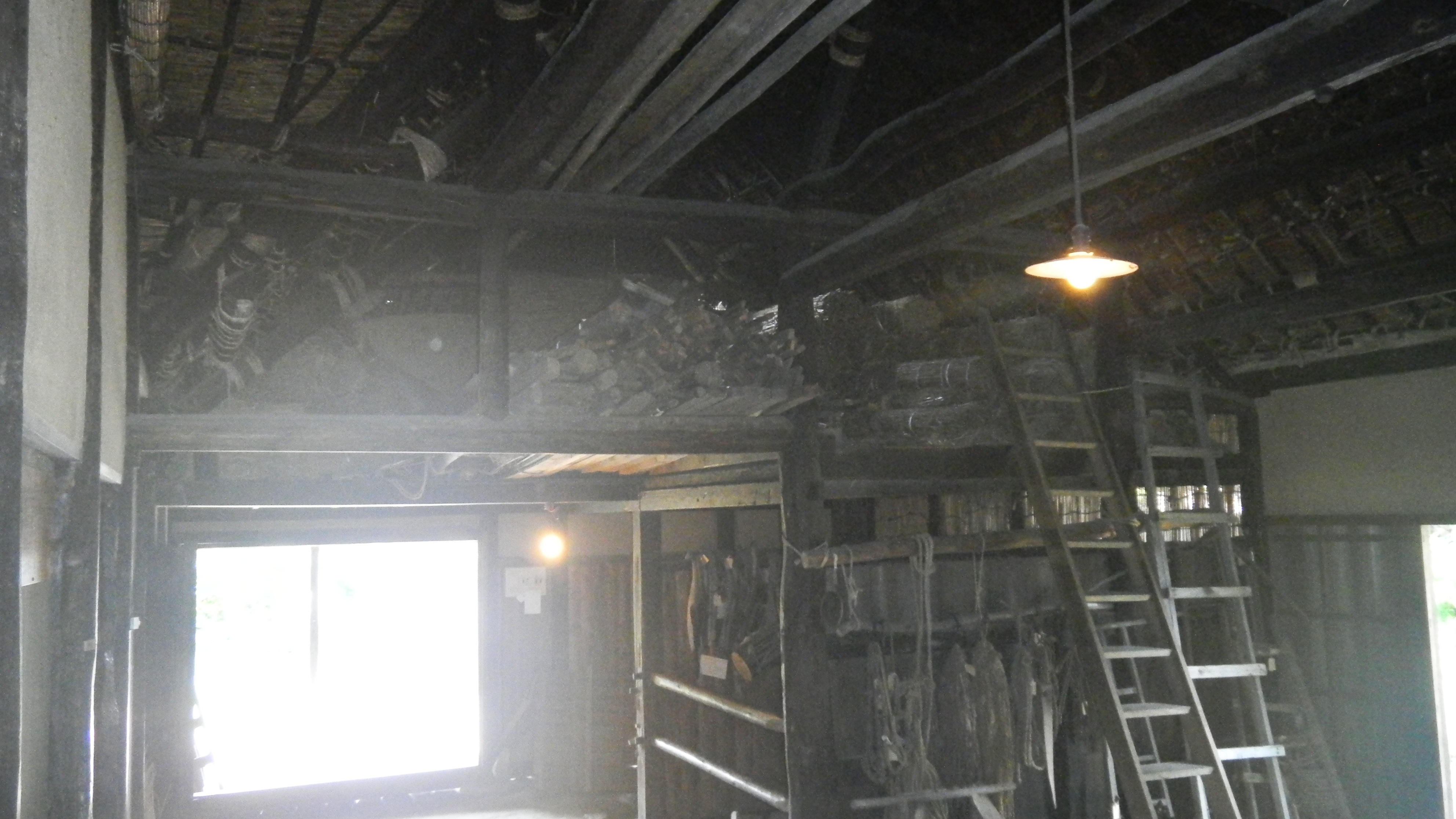
中二階への農具格納

## 利用案内
- 期間限定 4月～11月（冬季閉鎖）（毎週火曜日休家）

時間 10:00～16:00　料金 無料
- 駐車場 10台

## アクセス
- 東日本旅客鉄道奥羽本線泉田駅より徒歩20分

## 周辺
- 新庄藩主戸沢家墓所（しんじょうはんしゅとざわけぼしょ）